# Magnaure

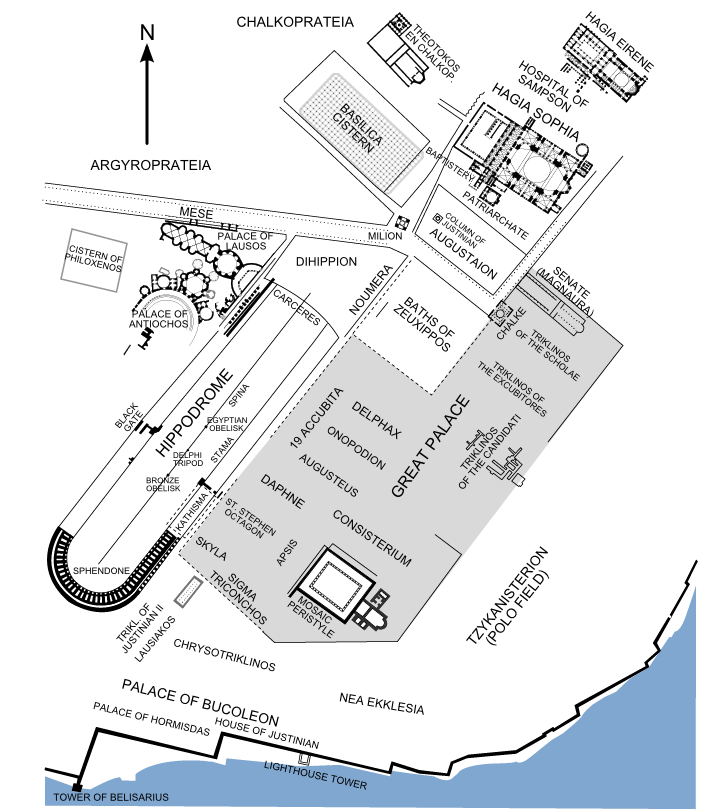
Le quartier Impérial de Constantinople, où l'on aperçoit le Grand Palais.

Le Palais de la Magnaure était un palais de Constantinople compris dans l'ensemble architectural du Grand Palais (impérial). 
C'était un bâtiment de cérémonie contenant trois salles dont celle du milieu était la salle du trône où l'empereur recevait les ambassades étrangères. 
Selon Liutprand de Crémone, qui conduisit deux ambassades à Constantinople au Xe siècle, le trône impérial descendait et remontait par un mécanisme depuis les hauteurs de la salle, et était entouré d'un décor de métal doré, avec des lions rugissants et des arbres sur les branches desquels des oiseaux mécaniques chantaient. 
La Magnaure est également connue pour avoir abrité une institution d'enseignement fondée par le césar Bardas vers 860. Quatre professeurs y étaient actifs : Léon le Mathématicien (ou le Philosophe), chargé de la philosophie, son disciple Théodore (Serge, d'après d'autres sources), qui enseignait la géométrie, Théodègios, chargé de l'arithmétique et de l'astronomie, et Komètas, de la grammaire. 
Le bâtiment abrita également un enseignement au siècle suivant, sous Constantin Porphyrogénète, sans qu'on sache s'il y a eu continuité, ni le statut exact de cette institution.
Un autre palais portant le même nom se trouvait dans le faubourg de l'Hebdomon : c'était également un édifice cérémoniel avec une grande salle où les empereurs revenant d'une campagne militaire victorieuse étaient reçus solennellement par le sénat avant de commencer le triomphe qui les conduisait vers la Porte d'Or de la cité.